# Ramiro Marino
Ramiro Martín Marino (Buenos Aires, 16 de novembro de 1988) é um ciclista profissional olímpico argentino. Marino representou sua nação na prova BMX masculino nos Jogos Olímpicos de Verão de 2008, em Pequim.